# Chersotis poliogramma
Chersotis poliogramma är en fjärilsart som beskrevs av George Francis Hampson 1903. Chersotis poliogramma ingår i släktet Chersotis och familjen nattflyn. Inga underarter finns listade i Catalogue of Life.

## Bildgalleri

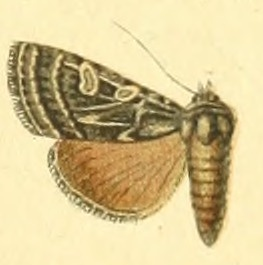